# Tantilla boipiranga
Tantilla boipiranga är en ormart som beskrevs av Sawaya och Sazima 2003. Tantilla boipiranga ingår i släktet Tantilla och familjen snokar. Inga underarter finns listade i Catalogue of Life.
Arten förekommer i två områden i delstaten Minas Gerais i östra Brasilien. Den lever i savannlandskapet Cerradon, i skogar och på klippiga bergsängar. Honor lägger ägg.
Beståndet påverkas negativ när skogar avverkas för att etablera betesmarker eller för produktionen av träkol. IUCN kategoriserar arten globalt som sårbar.